# Euryglossina proserpinensis
Euryglossina proserpinensis är en biart som beskrevs av Exley 1968. Euryglossina proserpinensis ingår i släktet Euryglossina och familjen korttungebin. Inga underarter finns listade i Catalogue of Life.

## Bildgalleri

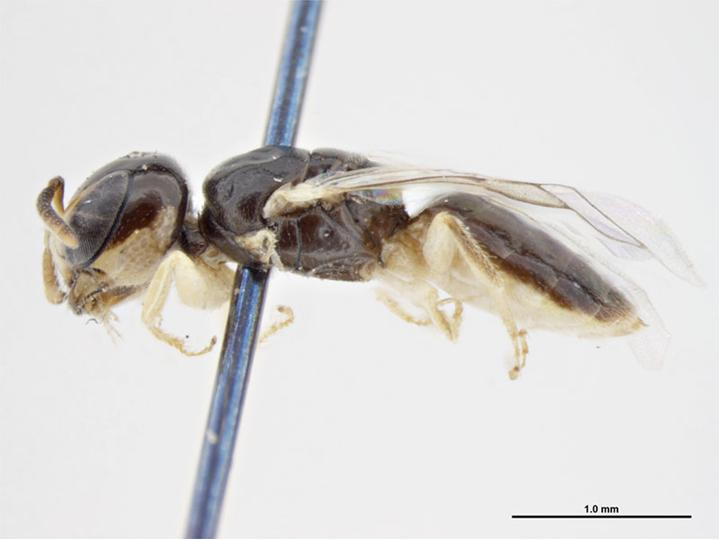
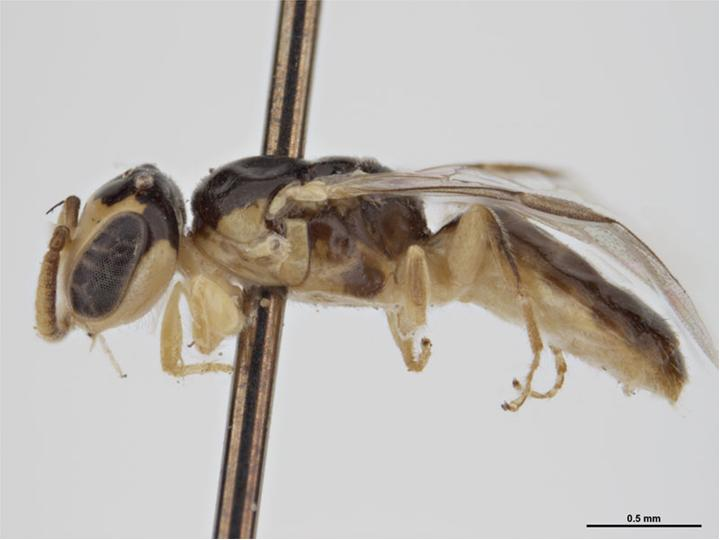